# 南薑扁蚜
南薑扁蚜（学名：Astegopteryx nipae）为扁蚜科刺額扁蚜屬下的一个种。